# La Serrada
La Serrada è un comune spagnolo di 150 abitanti situato nella comunità autonoma di Castiglia e León.